# Анди Уилямс
Хауърд Андрю Уилямс (на английски: Howard Andrew Williams; 3 декември 1927 г. – 25 септември 2012 г.) е американски певец. Той записва 43 албума в кариерата си, от които 15 са златни и три са платинени. Номиниран е и за шест награди Грами. Той е водещ на Шоуто на Анди Уилямс, телевизионно шоу от 1962 до 1971 г., което печели три награди Еми. Театърът Moon River в Брансън, Мисури е кръстен на песента, с която е най-известен – „Moon River“ на Хенри Манчини и Джони Мърсър.
Уилямс е активен в музикалната индустрия в продължение на 74 години, до смъртта си през 2012 година.
В изненадваща поява в театъра си през ноември 2011 г., Уилямс обявява, че е диагностициран с рак на пикочния мехур. След лечение с химиотерапия в Хюстън, той и съпругата му се преместват в Малибу, Калифорния, за да бъдат по-близо до специалистите по ракови заболявания в района на Лос Анджелис.
На 25 септември 2012 г. Уилямс умира от рак на пикочния мехур на 84-годишна възраст в дома си в Брансън, Мисури.